# Liste der Monuments historiques in Émerchicourt
Die Liste der Monuments historiques in Émerchicourt führt die Monuments historiques in der französischen Gemeinde Émerchicourt auf.

## Liste der Bauwerke
| Bezeichnung | Beschreibung          | Standort         | Kennzeichnung | Schutzstatus | Datum | Bild |
| ----------- | --------------------- | ---------------- | ------------- | ------------ | ----- | ---- |
| Motte       | Erbaut im Mittelalter | Azincourt (Lage) | PA00107510    | Inscrit      | 1988  |      |

## Liste der Objekte
| Bezeichnung | Beschreibung          | Standort             | Kennzeichnung | Schutzstatus | Datum | Bild |
| ----------- | --------------------- | -------------------- | ------------- | ------------ | ----- | ---- |
| Glocke      | Bronze, 1716 gegossen | in der Kirche (Lage) | PM59006886    | Inscrit      | 2002  |      |